# Steve Sheppard
Steve Sheppard, född 21 mars 1954 i New York, New York, är en amerikansk idrottare som tog OS-guld i basket 1976 i Montréal. Detta var USA:s åttonde guld i herrbasket i olympiska sommarspelen. Sheppard var framgångsrik i NBA där han spelade för Detroit Pistons och Chicago Bulls.